# Алфимовский сельский округ
Алфимовский сельский округ — упразднённая административно-территориальная единица, существовавшая на территории Ступинского района Московской области в 1994—2006 годах.
Алфимовский сельсовет был образован в составе Ступинского района 20 августа 1960 года путём объединения Колединского и Леонтьевского с/с.
1 февраля 1963 года Ступинский район был упразднён и Алфимовский с/с вошёл в Ступинский сельский район. 11 января 1965 года Алфимовский с/с был возвращён в восстановленный Ступинский район.
5 апреля 1967 года из Алфимовского с/с был выделен Леонтьевский с/с, которому отошли селения Авдулово-1, Авдулово-2, Владимирово, 2-я Пятилетка, Госконюшня, Дорки, Захарово, Красный Котельщик, Леонтьево, Любановка, Ляхово, Оглоблино, Орешково, Пасыкино, Спасское и Утенково.
30 мая 1978 года в Алфимовском с/с было упразднено селение Индустрия.
3 февраля 1994 года Алфимовский с/с был преобразован в Алфимовский сельский округ.
2 октября 1996 года в Алфимовском с/о посёлок станции Мякинино был преобразован в деревню Мякинино.
19 мая 2001 года в Алфимовском с/о посёлок Красная Заря был включён в состав деревни Алфимово.
В ходе муниципальной реформы 2004—2005 годов Алфимовский сельский округ прекратил своё существование как муниципальная единица. При этом все его населённые пункты были переданы в сельское поселение Леонтьевское.
29 ноября 2006 года Алфимовский сельский округ исключён из учётных данных административно-территориальных и территориальных единиц Московской области.